# Ahmad Karami
Ahmad Karami (ur. 29 sierpnia 1944, zm. 5 lipca 2020) – polityk libański, sunnita, kuzyn byłych premierów – Umara Karamiego i Raszida Karamiego. Ukończył ekonomię i nauki polityczne na Bejruckim Uniwersytecie Arabskim. W 2009 zdobył mandat deputowanego do libańskiego parlamentu z Trypolisu, startując z listy Sojuszu 14 Marca. 13 czerwca 2011 został mianowany sekretarzem stanu w rządzie Nadżiba Mikatiego.